# Antoine Fabre d'Olivet

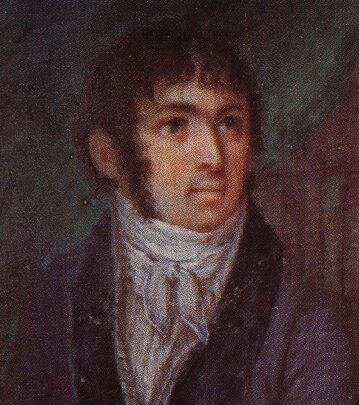
Antoine Fabre d'Olivet

Antoine Fabre d’Olivet (Ganges, Cevenas, Lenguadoc, 8 de diciembre de 1767- París, 27 de marzo de 1825) fue un autor, poeta y compositor francés cuya hermenéutica bíblica y filosófica influyó en muchos ocultistas, como Eliphas Lévi, Gérard Encausse (Papus) y Édouard Schuré.
Sus trabajos más conocidos son sobre la investigación del idioma hebreo y la historia de la raza humana titulados La lengua hebraica restaurada: y el verdadero significado de las palabras hebreas restablecidas y probadas por su análisis radical , e Interpretación hermenéutica del origen del estado social del hombre y del destino de la raza adámica. Otras obras de renombre son sobre el arte sacro de la música, la mitología antigua y la historia de la Tierra, y una traducción y comentario de los Versos dorados de Pitágoras.

## Biografía
Nacido Antoine Fabre el 8 de diciembre de 1767, pero luego cambió su apellido a Fabre d'Olivet al agregar el apellido de su madre "d'Olivet", creció en el Languedoc. en el sur de Francia. Cuando cumplió los once o doce años fue enviado a París por su padre, un empresario de la industria internacional de la seda, que deseaba que su hijo recibiera una buena educación y ayudara al negocio familiar. Pasó cinco años en la capital francesa, donde aprendió latín, griego e inglés. Habiendo completado sus estudios, en 1786 viajó como vendedor de la empresa de su padre, aprendiendo alemán en el proceso, pero con poco éxito comercial. 
Regresó a París en 1789, aparentemente con fines relacionados con la empresa de su padre. Sin embargo, París estaba a punto de sufrir un levantamiento revolucionario a finales de año y se involucró activamente en actividades políticas; recordando el período posterior de su vida, escribió que había escrito discursos diseñados para atraer a los parisinos moderados. Aunque su postura política durante esta época le causaría más tarde problemas, sobrevivió ileso tanto a la Revolución Francesa como al posterior período de terror que desató. Tras este período de agitación política, centró su atención en sus intereses artísticos. Estos incluían música y literatura, y durante este tiempo escribió para el teatro, tanto drama como libreto para la Ópera de París. Fue en este momento que cambió su apellido a Fabre d'Olivet.
A su padre le fue peor después de la Revolución; su negocio de la seda fracasó y, en consecuencia, se acabaron las perspectivas de independencia financiera de su hijo. Como resultado, Antoine Fabre d'Olivet buscó empleo y en 1799 consiguió trabajo en el Ministerio de Guerra francés. En su autobiografía Mes souvenirs (publicada póstumamente), admitió más tarde que trabajó en varios proyectos literarios personales en lugar de cumplir con sus deberes oficiales. Un año después de unirse al Ministerio de Guerra, se enamoró de Julie Marcel pero decidió no casarse con ella. Su muerte en 1802, después de que se separaron, influyó más tarde en su pensamiento filosófico; afirmó que ella se le había aparecido en varias ocasiones, y le atribuyó sus teorías sobre la inmortalidad del alma y la Providencia.

## Obras
- Le Quatorze de juillet 1789, fait historique en 1 acte et en vers, París, 1790.
- Toulon soumis, fait historique, opéra en un acte, 1794.
- Le Sage de l'Indostan, drame philosophique en 1 acte et en vers, mêlé de chœurs de musique, 1796.
- Azalaïs et le gentil Aimar, histoire provençale, traduite d'un ancien manuscrit provençal, 1798.
- Lettres à Sophie sur l'histoire (2 vol., 1801).
- Le Troubadour, poésies occitaniques 1803.
- Nociones sur le sens de l'ouïe en général, et en particulier sur la guérison de Rodolphe Grivel, sourd-muet de naissance en une série de lettres écrites par Fabre d'Olivet 1811.
- Les Vers dorés de Pythagore, expliqués et traduits pour la première fois en vers eumolpiques français, précédés d'un Discours sur l'essence et la forme de la poésie, chez les principaux peuples de la terre 1813.
- La Langue hébraïque restituée et le véritable sens des mots hébreux rétabli et prouvé par leur analyse radicale, ouvrage dans lequel on trouve réunis: (1) une dissertation sur l'origine de la parole; (2) une grammaire hébraïque; (3) une série de racines hébraïques; (4) un discours préliminaire; (5) une traduction en français des dix premiers chapitres du Sépher, contenant la Cosmogonie de Moyse 1815.
- De l'état social de l'homme, ou Vues philosophiques sur l'histoire du genre humain, précédées d'une disertación introductiva sur les motifs et l'objet de cet ouvrage (2 vol., 1822)
- Caïn, mystère dramatique en trois actes de lord Byron , traduit en vers français et réfuté dans une suite de remarques philosophiques et critiques 1823.
- Histoire philosophique du genre humain, ou L'homme considéré sous ses rapports religieux et politiques dans l'état social, à toutes les époques et chez les différents peuples de la terre, précédée d'une disertación introductiva sur les motifs et l'objet de cet ouvrage(2 vol., 1824).
- Le Retour aux beaux-arts, dithyrambe pour l'année 1824 (1824)

Publicaciones póstumas:
- La Musique expliquée comme science et comme art et considérée dans ses rapports analogiques avec les mystères religieux, la mythologie ancienne et l'histoire de la terre (1896).
- La Vraie Maçonnerie et la céleste culture, texto inédito con introducción y notas críticas por Léon Cellier, 1952.
- Mes souvenirs, 1977.
- Miscelánea Fabre d'Olivet (1). Oratorio à l'occasion de la fête du sacre et du couronnement de SM l'Empereur. Prédictions politiques. Idamore ou le Prince africain. Vers à mes amis pour le jour de ma fête, 1978.
- Miscelánea Fabre d'Olivet (2). Antoine Fabre d'Olivet et les concours de l'Institut: Discours sur les avantages et les inconvénients de la critique littéraire. Disertación sur le rythme et la prosodie des anciens et des modernes, 1982.
- La Langue d'Oc rétablie dans ses principes, 1989.